# Герб на Кюстендил
Гербът на Кюстендил е официален отличителен знак на град Кюстендил, България.

## Герб (1960 – 1976)
Първият герб на Кюстендил е изработен през 1960 година във Висш институт за изобразително изкуство в София, по проект на художника Теофил Кемилев. Разработен е във формата на пресечен испански щит. Щитът е разделен на две полета от хоризонтален златен пояс с надпис КЮСТЕНДИЛ. В горното червено поле е изобразена златна ябълка, символизираща плодородието, а вляво от нея е изобразена малка златна петолъчна звезда. В долното синьо поле е разположено стилизирано изображение на кюстендилските минерални извори. Горната страна на щита е назъбена в стилизирана крепостна стена, символизираща славното историческо минало на града.

## Герб от 1976 година
Настоящият герб на Кюстендил е създаден през 1976 година от художника Кирил Гогов. Формата е френски щит, какъвто съобразно правилата на хералдиката имат право да носят градове с хилядолетна история. Щитът е разделен на четири полета, в които са изобразени крепостна кула, лилия, ябълков цвят и храмът на древногръцкия бог-лечител Асклепий. Щитът е увенчан с крепостна корона.
Крепостната кула и короната символизират средновековното минало на Кюстендил, когато той е бил укрепен град и столица на Велбъждското деспотство. Бялата хералдическа лилия е символ на Света Богородица. Ябълковият цвят символизира плодородието на Кюстендилското поле, наричано „Овощната градина на България“. Изображението на римския храм на Асклепий олицетворява значението на града като балнеоложки център от древността до наши дни.
По диагонала полетата на щита са в синьо и червено. Червеният цвят е символ на героичното минало, на пролятата кръв от жителите му през хилядолетната история на града. Синият цвят символизира небесната синева и чистотата на минералните извори.